# Critarquía
La critarquía es el gobierno de los jueces (en hebreo: שופטים‎, shoftim) del antiguo Israel durante el período de tiempo descrito en el Libro de los Jueces. Como está formada por palabras del idioma griego “kritès” (juzgado) o “krito” (juzgar) y archè (gobierno) su uso se ha expandido para identificar al sistema político fundamentado en el gobierno realizado por jueces en el sentido moderno, como por ejemplo, en el caso de las zonas de Somalia regidas bajo los jueces en la tradición xeer, o la Mancomunidad Islandesa durante la Edad Media, una tardía y aislada fase de la más antigua sociedad tribal germánica.